# 渭南城隍庙

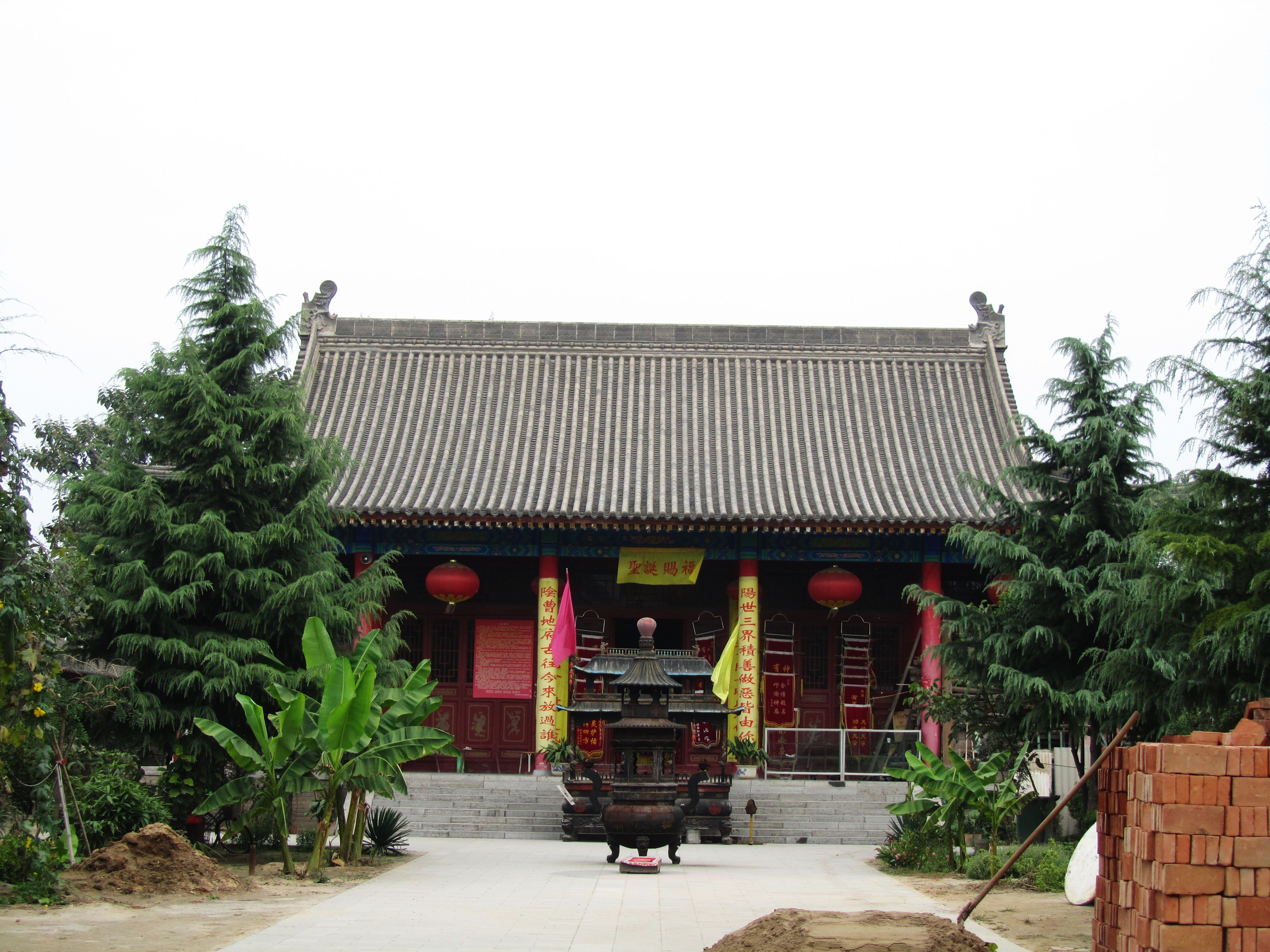
大殿，2012年9月。

渭南城隍庙位于中国陕西省渭南市临渭区老城街北侧133号、渭南文庙东侧，传始建于隋唐，明朝嘉靖三十四年（1556年）时因嘉靖大地震震毁，后于现址重建，原建筑有大门、献殿、两司和寝殿等。1949年后庙址曾用作工厂，现建筑均为近年工厂腾退后新建，包括老君殿三间、大殿五间及部分道房。